# 8280 Petergruber
8280 Petergruber è un asteroide della fascia principale. Scoperto nel 1991, presenta un'orbita caratterizzata da un semiasse maggiore pari a 3,1780333 UA e da un'eccentricità di 0,2815705, inclinata di 2,60257° rispetto all'eclittica.
L'asteroide è dedicato al filantropo ungherese, naturalizzato statunitense, Peter Gruber, creatore della Peter and Patricia Gruber Foundation che assegna, tra gli altri, il Gruber Prize per la cosmologia.